# Vandraren över dimhavet
Vandraren över dimhavet, även Vandraren ovan dimmorna, (tyska: Der Wanderer über dem Nebelmeer) är en oljemålning från omkring 1818 av den tyske konstnären Caspar David Friedrich. Konstverket har benämnts som en symbol för hela den romantiska konstnärliga eran. Den är utställd på Hamburger Kunsthalle.
Verket föreställer ensam man som står på en klippa och blickar ut över ett bergslandskap. I bilden syns många av Friedrichs karaktärsdrag: dimma, molnig himmel, bergstoppar, kontrast mellan ljust och mörkt och så vidare. Ryggvända figurer är ett återkommande motiv i Friedrichs konst och förekommer till exempel i Två män som betraktar månen och Kritklippor på Rügen. Bilden kan tolkas som en existentiell målning med tematiska kopplingar till Friedrich Nietzsches verk Så talade Zarathustra. 
Elbsandsteingebirge i Sachsen har gett Friedrich inspiration till bergslandskapet i målningens bakgrund. Den ensamma gestalten står stolt och rak i ryggen och av hans hållning att döma är han lugn och samlad. Tavlan kan ha varit en postum hyllning till den sachsiske infanteriöversten Friedrich Gotthard von der Brinken. Men målningen har tolkats på många sätt och kan ses som en symbol för människans längtan efter det ouppnåeliga och individens litenhet inför den storslagna naturen.     